# Julius Martov

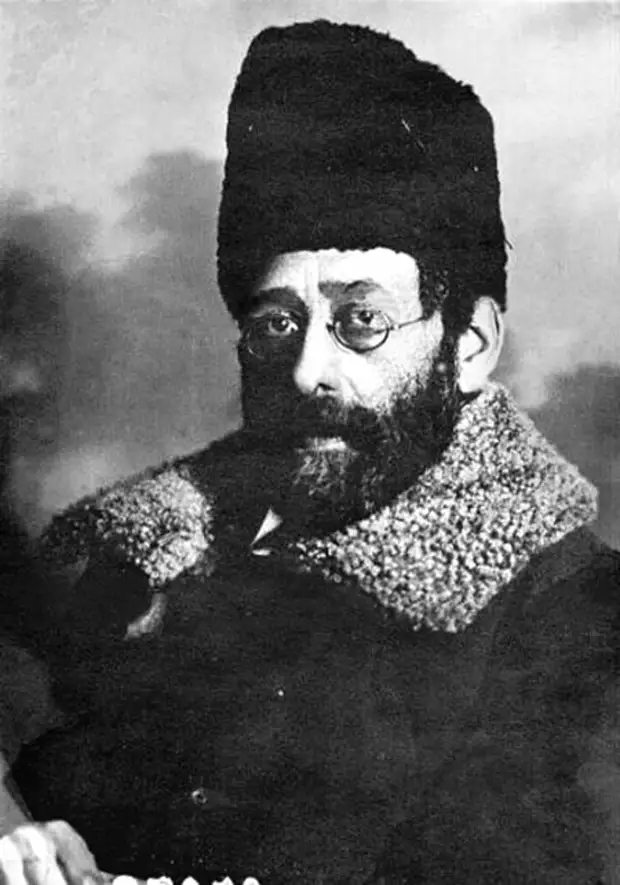
Julius Martov

Julius Osipovitsj Martov, of L. Martov (Russisch: Юлий Осипович Мартов, echte naam Joeli Osipovitsj Zederbaum (Russisch: Ю́лий О́сипович Цедерба́ум) (Istanboel, 24 november 1873 – Schömberg, Landkreis Calw, 4 april 1923) was de leider van de mensjewieken, de gematigde factie binnen de Russische Sociaaldemocratische Arbeiderspartij (RSDAP) in het vroeg-20e-eeuwse Rusland.

## Levensloop
Martov was afkomstig uit een burgerlijk Joods milieu. In 1895 stichtte hij samen met Lenin de Strijdbond ter Bevrijding van de Arbeidersklasse in Sint-Petersburg, een van de eerste politieke arbeidersorganisaties in Rusland. In december van datzelfde jaar werd hij om zijn politieke activiteit opgepakt. In 1897 werd hij verbannen naar Toeroechansk in Siberië, waaruit hij in 1900 terugkeerde. In december 1900 was hij medeoprichter van Iskra, het partijblad van de RSDAP, waarvan hij tot 1901 redacteur zou blijven. In dat jaar emigreerde hij naar Duitsland.
Vanaf 1903 was Martov de leider van de mensjewieken, de gematigde factie binnen de RSDAP, die meer dan de concurrerende bolsjewieken geneigd waren tot deelname aan parlementaire politiek en coalitievorming met de burgerlijk-liberale partijen. Tijdens de Revolutie van 1905 was hij een leidende figuur binnen de arbeidersraad van Sint-Petersburg.
Vanaf 1907 verkeerde Martov opnieuw in ballingschap, om in 1917 terug te keren naar Rusland. Na de Oktoberrevolutie steunde hij het Rode Leger in de Burgeroorlog, maar hij bekritiseerde de Rode Terreur en het bewind van de bolsjewieken in het algemeen, dat hij als een 'dictatuur van een minderheid' bestempelde. In 1920 reisde hij naar Duitsland om het congres van de Onafhankelijke Sociaal-Democratische Partij toe te spreken. Toen de mensjewieken in 1921 verboden werden besloot hij niet terug te keren. Martov werd ziek en overleed in ballingschap te Schömberg.